# Buddy Rich

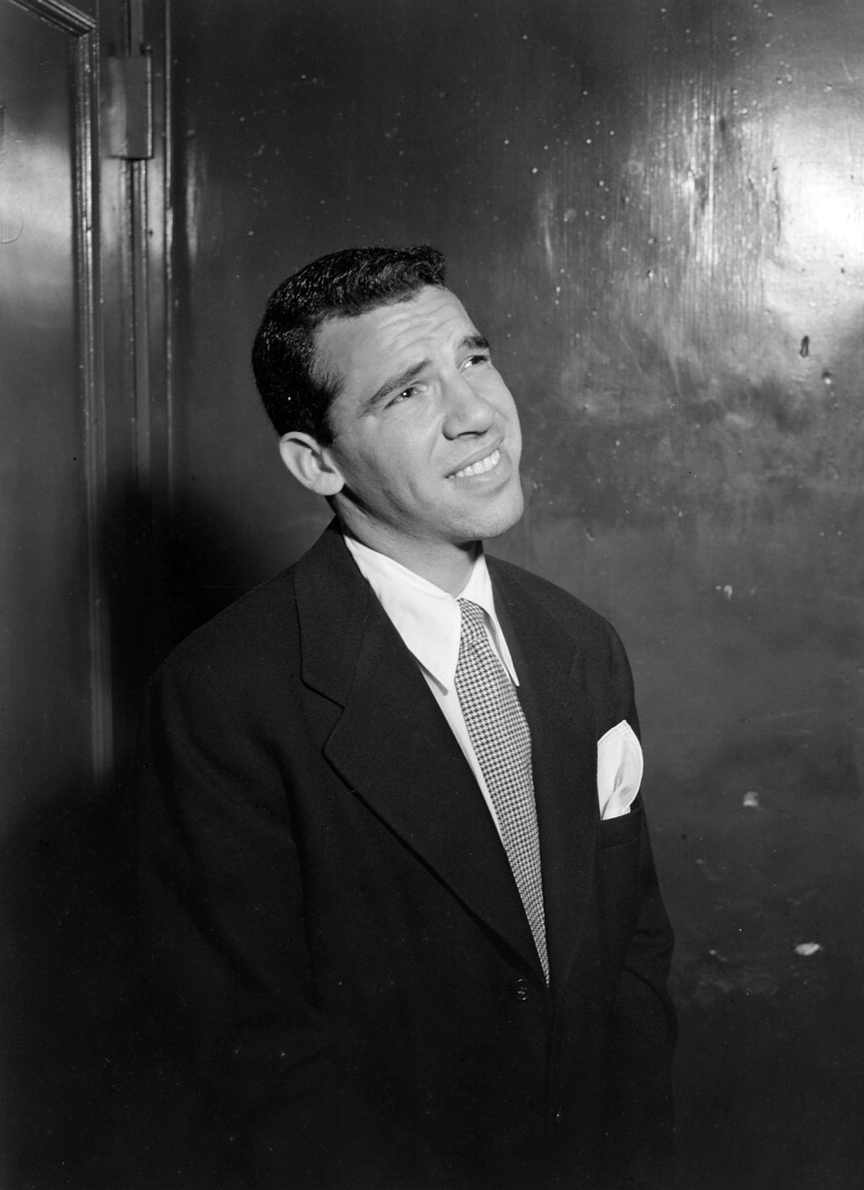
Buddy Rich (1947,
Foto: William P. Gottlieb)

Bernard „Buddy“ Rich (* 30. September 1917 in New York; † 2. April 1987 in Los Angeles, Kalifornien) war ein US-amerikanischer Jazz-Schlagzeuger und Bandleader und gilt als einer der besten und technisch versiertesten Jazz-Schlagzeuger der Welt.

## Leben und Wirken
Rich wurde in eine Künstlerfamilie hineingeboren; seine Eltern waren die Vaudeville-Künstler Bess Skolnik und Robert Rich. Er gab bereits als Vierjähriger Konzerte unter dem Pseudonym Traps the drum wonder. Mit fünfzehn Jahren wurde er (nach Jackie Coogan) der zweithöchstbezahlte Kinderstar der 1930er Jahre.
Erste Erfahrungen als Jazz-Schlagzeuger machte er 1937 bei Joe Marsala und wurde dann von Artie Shaw verpflichtet. Internationalen Ruhm erlangte er – wie auch sein noch junger Bandkollege Frank Sinatra – endgültig in den frühen 1940er Jahren bei Tommy Dorsey. Mit Sinatras finanzieller Hilfe gründete Rich 1946 seine eigene Buddy Rich Big Band, in der er auch des Öfteren sein beachtliches Talent als Sänger unter Beweis stellte. Neben eigenen Big-Band-Projekten trat Buddy Rich in den 1950er und -60er Jahren als Schlagzeuger u. a. mit den Dorsey Brothers, Harry James, Woody Herman und Count Basie auf. Zudem gab er auch zahllose Konzerte und machte Aufnahmen mit anderen großen Jazzmusikern wie Louis Armstrong, Lester Young und Nat King Cole, Dizzy Gillespie, Charlie Parker, Miles Davis, Oscar Peterson, Lionel Hampton, Art Tatum, Mel Tormé sowie vielen anderen.
Richs virtuose Beherrschung des Schlagzeugs (aber auch seine Starallüren) beeinflusste weltweit Generationen von Schlagzeugern aus allen Musiksparten. Legendär sind die spektakulären Schlagzeugduelle zwischen ihm und Gene Krupa oder Max Roach, aber auch sein Auftritt in der Muppet Show im Jahre 1981, bei dem er sich mit dem Tier ein Duell lieferte. Sein Charisma und seine starke Persönlichkeit waren hochgeschätzt im Musikbusiness, wurden aber im Kollegenkreis teilweise kritisch gesehen. Er galt als pedantischer Perfektionist, der die Bühnenpräsenz seiner Big Band sehr ernst nahm, manchmal zum Leidwesen seiner Bandmitglieder, denen er absolute Aufmerksamkeit und Konzentration abverlangte. Ihm wurden cholerische Tendenzen nachgesagt, aber auch Respekt und Achtung vor seinen berühmten Kollegen, verbunden mit Herzenswärme und Loyalität. Am meisten schätzte er die Individualität eines Musikers, so dass er sich stets lobend über andere Schlagzeuger wie Max Roach, Philly Joe Jones, Mel Lewis oder Steve Gadd äußerte. Für Schlagzeuger, die ihn zu kopieren versuchten, hatte er hingegen nur Verachtung übrig.
1978 spielte Buddy Rich mit seiner Bigband beim North Sea Jazz Festival.
Einer seiner letzten Auftritte als Bandleader war das legendäre „Concert for the Americas“ mit Frank Sinatra 1982 in Altos de Chavón in der Dominikanischen Republik, von dem es seit 2010 einen Mitschnitt auf DVD gibt. Sinatra und Buddy Rich waren in einzigartiger Höchstform und von enormer Präsenz.
Rich erkrankte 1987 an einem Hirntumor und erlag nach einer Notoperation einem Herzinfarkt. Er wurde auf dem Westwood Village Memorial Park Cemetery in Los Angeles beigesetzt.

## Wirkung

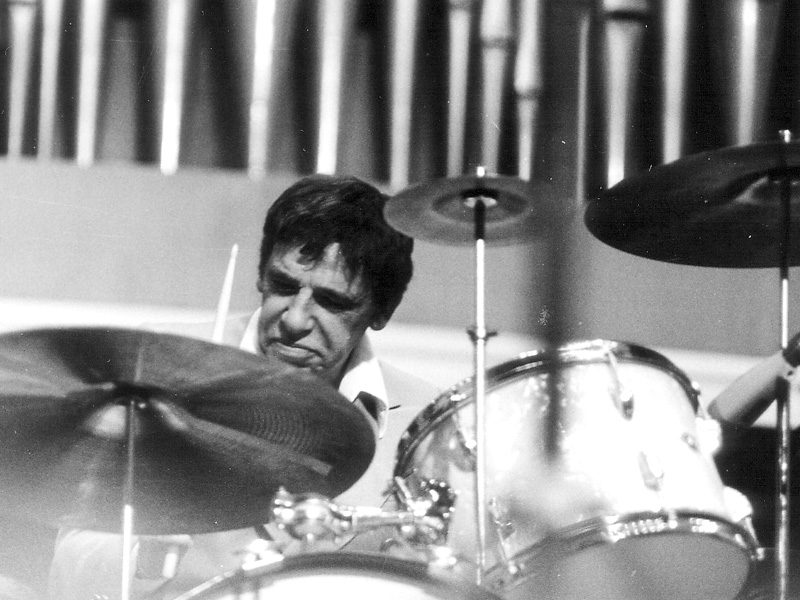
Buddy Rich 1977 während eines Konzerts in Köln

Zwei Jahre nach Richs Tod wurde ihm zu Ehren ein Gedächtniskonzert veranstaltet, bei dem einige der weltbesten Schlagzeuger, unter anderem Dave Weckl, Steve Gadd, Vinnie Colaiuta, Dennis Chambers, Marvin Smitty Smith, Steve Smith, Neil Peart und Louie Bellson, mit der Buddy-Rich-Bigband (unter der Leitung von Tenorsaxophonist Steve Marcus) auftraten. Dieses „Buddy Rich Memorial Scholarship Concert“ wurde auf DVD veröffentlicht. Der Schlagzeuger Neil Peart produzierte danach noch zwei CDs mit dem Titel „Burning for Buddy – A Tribute to the Music of Buddy Rich“, bei dem wiederum einige herausragende Schlagzeuger (zusätzlich zu den oben genannten u. a. Joe Morello, Simon Phillips, Bill Bruford) mit der Buddy Rich Big Band einige Arrangements aus Richs Repertoire einspielten.
Der Rolling Stone listete Buddy Rich 2016 auf Rang 15 der 100 größten Schlagzeuger aller Zeiten.

## Entwicklung der Buddy Rich Big Band
Zur Bandgeschichte und Diskographie siehe Buddy Rich Big Band.

## Diskographie als Sideman (Auswahl)
- Bird and Pres – The ’46 Concerts Jazz at the Philharmonic (Verve, 1946)
- Bird and Diz (Verve, 1950) mit Charlie Parker, Dizzy Gillespie
- Buddy & Sweets (Verve, 1955) mit Harry Sweets Edison, Jimmy Rowles, Barney Kessel, John Simmons
- The Tatum Group Masterpieces Vol. 5 (Pablo, 1955) mit Lionel Hampton
- Blues Caravan (Verve, 1961) mit Rolf Ericson, Sam Most, Mike Mainieri, Wyatt Ruther
- The legendary “Concert for the Americas” mit Frank Sinatra 1982